# Langemeersen
De Langemeersen vormen een natuurreservaat in Zuid-Oost-Vlaanderen. Het reservaat ligt in de Scheldevallei, aan de uitlopers van de Vlaamse Ardennen. Het natuurgebied bevindt zich op de grens van het grondgebied van de gemeente Wortegem-Petegem (deelgemeente Petegem-aan-de-Schelde) met Oudenaarde. Het volledige open Scheldemeersengebied rond Bevere en Wortegem-Petegem beslaat een 190-tal ha, waarvan 130 ha beschermd is als natuurgebied. In dit gebied wordt 51 ha beheerd door Natuurpunt in samenwerking met de plaatselijke landbouwers. Het gebied maakt deel uit van het Vlaams Ecologisch Netwerk. In 2019 werden er vier kantelstuwen geïnstalleerd om het natuurlijke waterpeil in het gebied te herstellen.

## Afbeeldingen

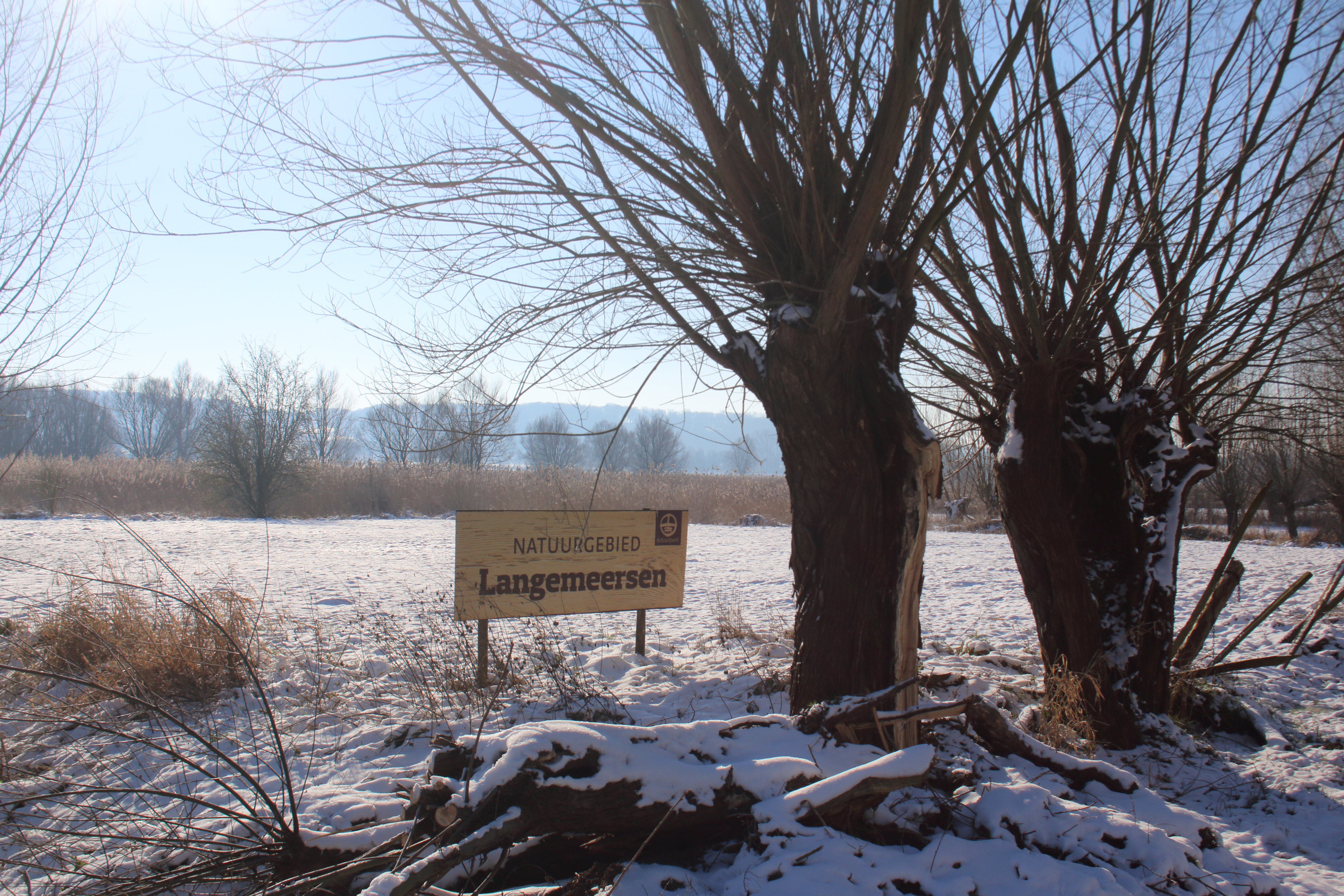
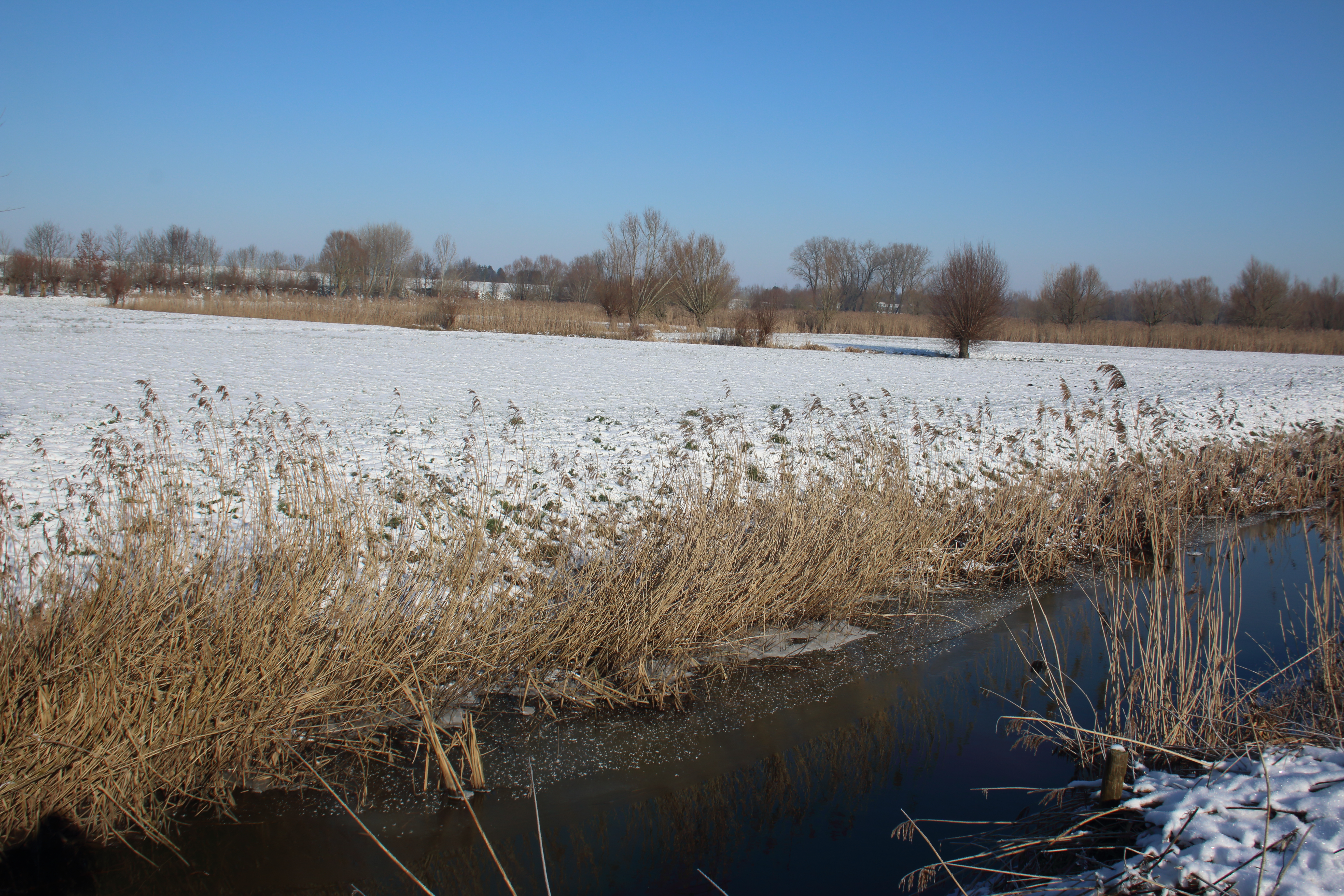
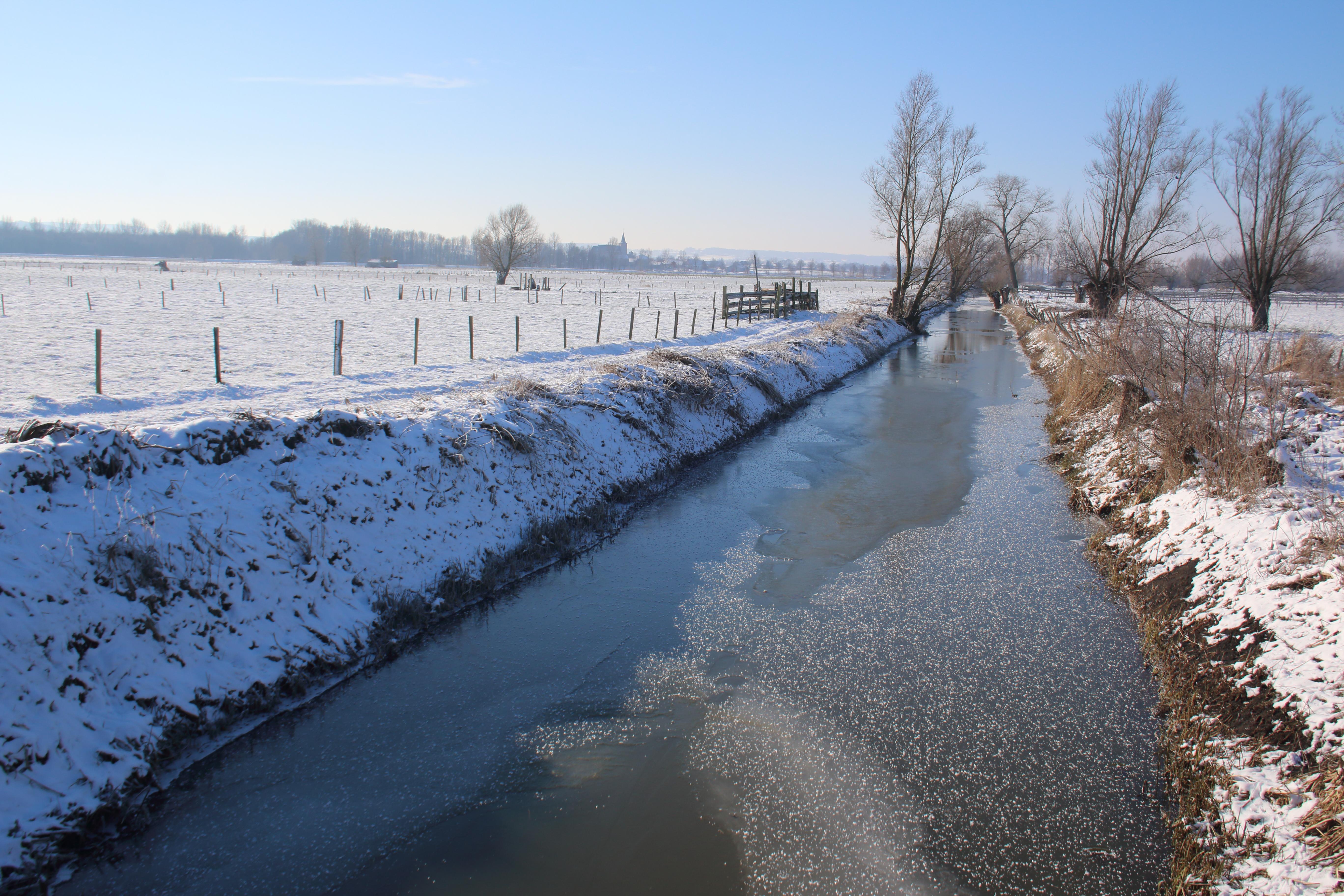
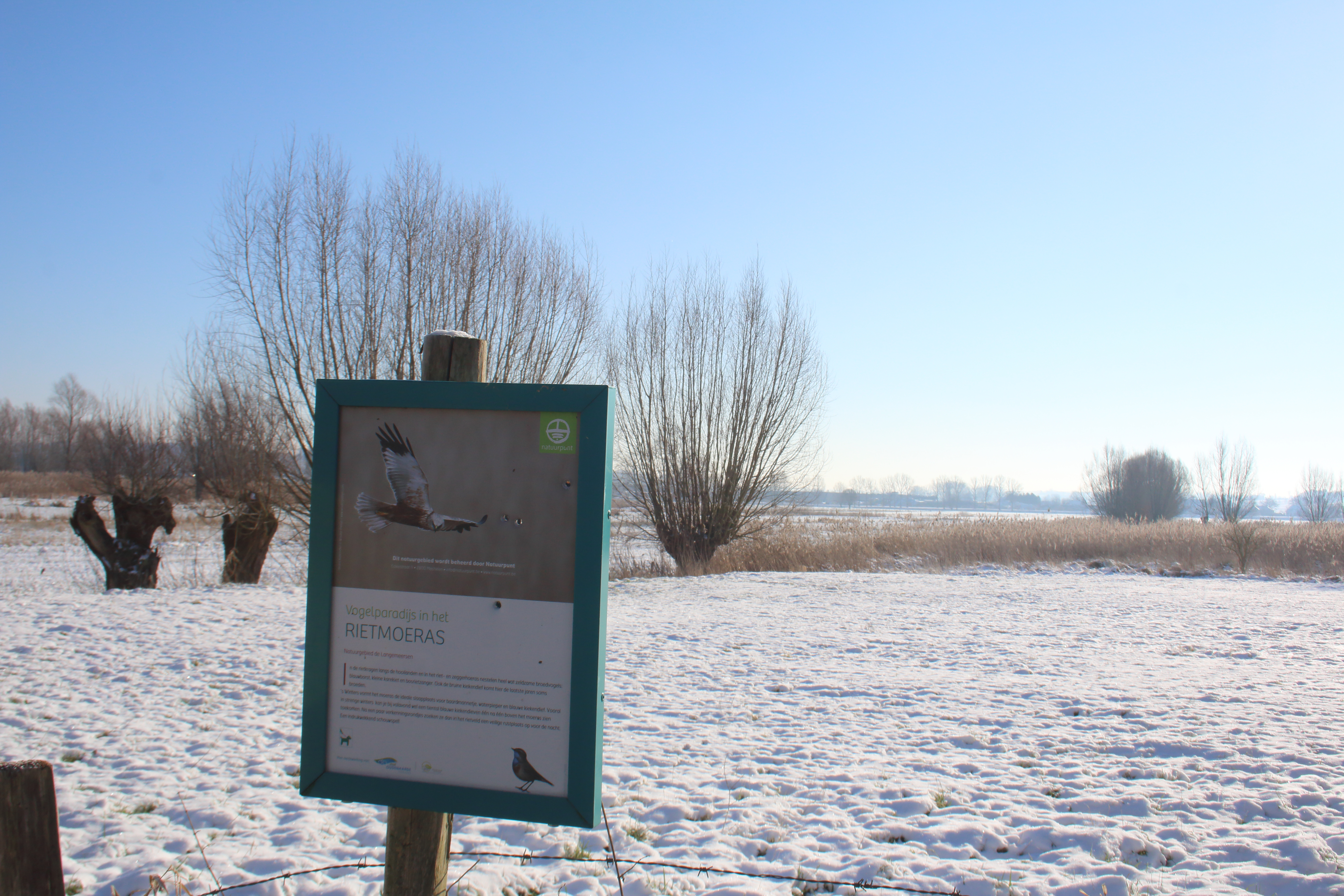

## Landschap
De naam Langemeersen slaat op een centraal deel met vlakke lange stroken grasland typisch voor hooilandcomplexen (6 à 12 meter breed en 1000 meter lang, in totaal zo'n 12 ha). Ze liggen op alluviale bodem (bodem afgezet door de Schelde) en zijn matig voedselrijk (er wordt niet meer bemest) en van nature erg nat. Eind juni en juli worden de hooilanden gemaaid (met afvoering van maaisel). Eind september wordt een tweede keer gehooid of is er extensieve nabegrazing met melkkoeien. Dit groot meersencomplex is een van de laatste overgebleven grote open valleigebieden in de Scheldevallei en bestaat uit soortenrijke natte en vochtige graslanden, ook wel meersen genoemd. Nabij de Schelde is het landschap in de Langemeersen uitgestrekt en open zonder opgaande begroeiingen; nabij de Meersstraat omzomen knotwilgenrijen de natte weiden en hooilanden.

## Fauna
Vooral de vogelliefhebber komt in de Langemeersenaan zijn trekken: grasmus, bosrietzanger, slobeend, kievit, en soms ook het paapje en de sprinkhaanrietzanger als broedvogel. In de winter dan weer buizerd, blauwe kiekendief, watersnip, wulp en goudplevier. Er leven dus tal van vogels in het gebied. Graspiepers en patrijzen bevolken de hooilanden. Vele kleine rietvogels zoals blauwborst, kleine karekiet en rietgors zingen uit de rietkragen aan de perceelsranden en steenuiltjes roepen uit de knotwilgen. De zeldzame soorten van vroeger, zoals de kwartelkoning en de roodborsttapuit, laten zich af en toe in het gebied zien. In de winter zoeken sommige vogels de rust op in de meersen. Veel eenden zoals krakeenden, smienten, watersnippen en af en toe wat ganzen zoeken er hun kost bijeen.

## Flora
De Langemeersen vormen een interessant gebied voor plantenliefhebbers:moerasspirea, moeraskruiskruid, moeraskartelblad, pinksterbloem, tweerijige zegge, pijptorkruid, waterbies, waterkruiskruid, knoopkruid,… Dit authentieke cultuurhistorische boerenlandschap herbergt een van de bloemrijkste hooilanden van Vlaanderen. In het voorjaar fleuren dooiergele bloemen van dotterbloem de frisgroene natte graslanden op. In de lente rond eind mei en juni worden tal van percelen herschapen in een geel tapijt van grote ratelaar, die overal in Vlaanderen sterk achteruitgaat. Deze plantensoort dankt zijn naam aan het ratelend geluid van de zaden wanneer je met de bloemstelen schudt. Roze tinten verraden de aanwezigheid van de echte koekoeksbloem. Ook groeien hier de zeer zeldzame kruiden weidekervel en weidekerveltorkruid. Van weidekervel is hier de grootste populatie van Vlaanderen te vinden. Weidekerveltorkruid groeit naast de Langemeersen enkel nog in de IJzerbroeken.

## Natuurbeleving
De Langemeersen zijn toegankelijk in groep met gids of via de bewegwijzerde wandelpaden. Het meersengebied kan ook overschouwd worden van op de dijk langsheen de Schelde, het fietspad langs de industriezone De Coupure en van op de Meersstraat in Petegem-aan-de-Schelde.